# Kyle Bennett
Kyle Bennett (Conroe, 25 september 1979 – aldaar, 14 oktober 2012) was een Amerikaans prof-fietscrosser. Hij werd drie keer UCI wereldkampioen BMX bij de elite. De bijnaam van de 1,83 meter lange Bennett was "Butter" vanwege zijn vloeiende rijstijl.
Bennet groeide op bij zijn grootouders in Conroe, een stadje in Texas dat zo'n zestig kilometer ten noorden van het centrum van Houston ligt. Hij begon op zevenjarige leeftijd met BMX-fietsen, toen zijn opa hem meenam naar een plaatselijke baan. Later bouwden ze hun achtertuin om tot trainingsbaan. Zijn stiefvader John Purse, zelf UCI wereldkampioen in 1997, hielp hem bij het trainen. Na het afronden van zijn highschool, reed en won hij als achttienjarige, op 28 december 1997, zijn eerste professionele wedstrijd.
In 2002, 2003 en 2007 werd Bennett wereldkampioen (UCI). In 2008 eindigde hij als derde in het algemene klassement van de UCI Wereldbeker. Hij werd ook drie keer National Bicycle League-kampioen, in 2002, 2004 en 2007. Hij stond in 114 finales voor professionals (Pro main events), won daarvan 41 en stond 85 keer op het podium.
Bennet nam deel aan de Olympische Spelen 2008 in Peking, waar de BMX zijn debuut maakte. Bij een val in de kwartfinale raakte zijn schouder uit de kom. Nadat die was teruggezet werd hij in de halve finale zesde en eindigde daarmee op een elfde plaats.
In 2012 werd hij beheerder van het KB Armadillo BMX Park, waar hij onder meer trainingskampen voor de jeugd wilde opzetten.
Kyle Bennett verongelukte in zijn woonplaats met zijn pickup-truck op 14 oktober 2012. Hij werd twee dagen later op zijn BMX-baan herdacht.